# 10人旅
『10人旅』（じゅうにんたび）とは、フジテレビ系列にて2016年より『土曜プレミアム』枠で不定期放送されていた旅バラエティ特別番組。

## 概要
レギュラーメンバーの雨上がり決死隊（第3弾まで、第4弾から蛍原単独で出演）と出川哲朗を含めた人気芸能人10人が自由気ままに旅を満喫するバラエティ番組である。なお、ゲストの中にはスケジュールの都合で途中で参加・離脱する者もいる。
第3弾の放送を最後に2018年は一回も放送されていなかったが、約2年ぶりに第4弾が放送。

## 放送データ
| 回数  | タイトル                                                     | 放送日                   | 放送時間（JST） | 舞台             | 備考                 |
| ----- | ------------------------------------------------------------ | ------------------------ | --------------- | ---------------- | -------------------- |
| 第1弾 | 旅人は10人の人気者 はじめてのお泊り旅in南房総                | 2016年4月23日（土曜日）  | 21:00 - 23:10   | 南房総           | 『土曜プレミアム』枠 |
| 第2弾 | 10人旅 〜伊豆・熱海・伊東の人気観光スポットを遊び尽くす〜    | 2016年11月26日（土曜日） | 21:00 - 23:10   | 伊豆・熱海・伊東 | 『土曜プレミアム』枠 |
| 第3弾 | 10人旅 〜美味しいと新しいと伝統と!全部たのしんじゃう金沢旅〜 | 2017年11月25日（土曜日） | 21:00 - 23:10   | 金沢・能登       | 『土曜プレミアム』枠 |
| 第4弾 | 10人旅 小江戸川越～秩父の“隠れ家”宿をめざす旅                | 2019年8月3日（土曜日）   | 21:00 - 23:10   | 川越・長瀞・秩父 | 『土曜プレミアム』枠 |

## 出演者
レギュラー
- 蛍原徹（雨上がり決死隊） - 第3弾までは雨上がり決死隊で出演。
- 出川哲朗

過去のレギュラー
- 宮迫博之（雨上がり決死隊）

ゲスト
第1弾
- 上戸彩
- 小沢一敬（スピードワゴン）
- カンニング竹山
- 近藤くみこ（ニッチェ）
- 篠原信一
- 博多華丸（博多華丸・大吉）
- ビビる大木

第2弾
- 小沢一敬（スピードワゴン）
- 劇団ひとり
- トレンディエンジェル（斎藤司・たかし）
- 中岡創一（ロッチ）
- 濱口優（よゐこ）
- 前田健太

第3弾
- 岡田圭右（ますだおかだ）
- 小沢一敬（スピードワゴン）
- カンニング竹山
- 中岡創一（ロッチ）
- にゃんこスター（スーパー3助・アンゴラ村長）
- 濱口優（よゐこ）

第4弾
- カンニング竹山
- 後藤輝基（フットボールアワー）
- チョコレートプラネット（長田庄平・松尾駿）
- 宮川大輔
- りんごちゃん
- みやぞん（ANZEN漫才）
- THIS IS 岡下（THIS IS パン）

## スタッフ
第3弾（2017年11月25日放送）
- 編成企画：南條祐紀（フジテレビ）
- 監修：たぐちゆたか
- ナレーター：平野文
- 構成：石原健次
- CAM：小林孝至
- VE：横川友之
- 音声：田原裕太
- 編集：川口達也（ヌーベルアージュ）
- MA：船木拓也（ヌーベルアージュ）
- 音響効果：松長芳樹
- TK：HERA
- タイトルCG：渡部佳宣
- イラスト：ちたまロケッツ
- リサーチ：犬山智香子
- 協力：スウィッシュ・ジャパン、ヌーベルアージュ、金沢フィルムコミッション
- 映像・写真協力：アフロ、アマナイメージズ
- 広報：斎藤千可子（フジテレビ）
- AD：稲上可奈
- AP：杉原亮一
- ディレクター：板垣忠彦、北島清次
- 演出：中嶋亮介、池田哲也
- プロデューサー：大谷利彦、井手康行
- チーフプロデューサー：髙松明央
- 企画制作：フジテレビ
- 制作著作：オクタゴン